# Rudolf Tomášek

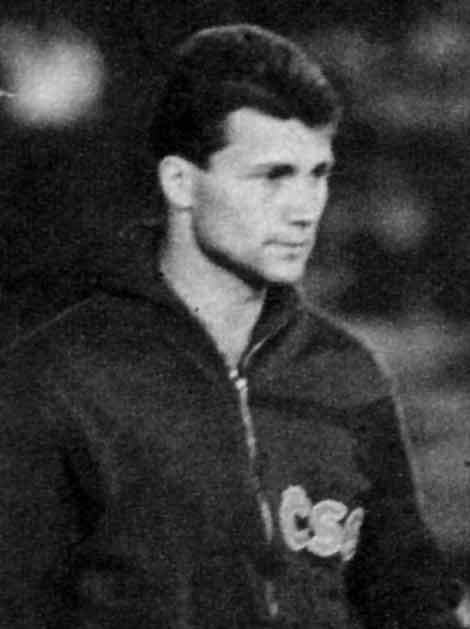
Rudolf Tomášek bei den Europameisterschaften 1962

Rudolf Tomášek (* 11. August 1937 in Karlsbad) ist ein ehemaliger tschechoslowakischer Stabhochspringer.
Bei den Olympischen Spielen 1960 in Rom wurde er Achter. 1962 siegte er bei den Weltfestspielen der Jugend und Studenten und gewann Silber bei den Europameisterschaften in Belgrad. Bei den Olympischen Spielen 1964 in Tokio wurde er Sechster.
1966 holte er Silber bei den Europäischen Hallenspielen in Dortmund und kam bei den Europameisterschaften in Budapest auf den zwölften Platz. Bei den Europäischen Hallenspielen 1967 in Prag wurde er Neunter.
Achtmal wurde er Tschechoslowakischer Meister (1961–1967, 1971) und einmal Tschechoslowakischer Hallenmeister (1971).

## Persönliche Bestleistungen
- Stabhochsprung: 5,00 m, 3. September 1964, Oslo
  - Halle: 5,03 m, 17. März 1966, Bratislava